# Rio Pilões
Rio Pilões är ett vattendrag i Brasilien.   Det ligger i delstaten São Paulo, i den sydöstra delen av landet, 900 km söder om huvudstaden Brasília.
Omgivningarna runt Rio Pilões är en mosaik av jordbruksmark och naturlig växtlighet. Runt Rio Pilões är det ganska tätbefolkat, med 185 invånare per kvadratkilometer.